# Nemonyx lepturoides
Nemonyx lepturoides ist eine Rüsselkäferart aus der Familie Nemonychidae und der Überfamilie Curculionoidea.

## Merkmale
Die Art besitzt eine Körperlänge von etwa vier bis sechs Millimeter. Sie ist, einschließlich aller Körperanhänge, schwarz gefärbt und schwach glänzend. Auffallend ist eine aufgerichtete weiße Behaarung des gesamten Körpers, in die spärlicher etwas längere dunkle Haare eingestreut sind. Der Rüssel (Rostrum) ist kurz und gerade, kürzer als der Halsschild. Er sitzt gegenüber der Kopfkontur etwas gewinkelt an. Er ist zur Spitze hin etwas erweitert und trägt hier eine flache, hufeisenförmige Einsenkung. Die geraden Antennen sind ein wenig vor der Mitte des Rüssels eingelenkt, sie sind langgestreckt mit klar abgesetzter, dreigliedriger Keule. Am Kopf sitzen auffallend große, halbkugelig vorgewölbte Komplexaugen. Der Halsschild (Pronotum) ist an den Seiten gerundet und deutlich schmaler als die Flügeldecken. Diese sind langgestreckt fast parallelseitig, schwach nach hinten verengt, sie sind an der Basis am breitesten. Sie tragen auf der Oberseite undeutliche Längsrippen, außerdem tragen sie undeutliche Reihenpunkte. Die Beine tragen gezähnte Klauen. Die Unterschiede zwischen Männchen und Weibchen in der Körpergestalt sind gering. Das Weibchen ist an zwei Borstenfeldern an den Seiten des fünften Hinterleibssternits erkennbar.

## Larve
Die Larve ist etwa sechs Millimeter lang, die Kopfkapsel einen Millimeter breit. Sie sind blassgelb gefärbt mit gelbbraunem, ungezeichnetem Kopf. Auffallend sind am Thorax die dreisegmentigen Beine mit einer Klaue am Ende, eine solche Beinbildung ist bei den Rüsselkäfern auf die Gattung Nemonyx beschränkt, üblicherweise sind in der Überfamilie die Larven beinlos, bei einigen anderen Gattungen kommen ungegliederte oder höchstens zweisegmentige Beinrudimente vor. Die Kopfkapsel trägt zwei kurze, einsegmentige Antennen. Larvenaugen (Stemmata) kommen bei dieser Art nicht vor. Der Körper der Larve ist recht gleichförmig in Ringel (Plicae) gegliedert. An der Kopfkapsel sind Clypeus und Frons ohne Naht miteinander verschmolzen. Die Frons ist nach vorn erweitert in eine Pseudoclypeus genannte Bildung.

## Lebensweise
Die Larve von Nemonyx lepuroides entwickelt sich ausschließlich (monophag) im Inneren des Fruchtknotens in Blüten des Acker-Rittersporns (Consolida regalis) und einiger nah verwandter Arten, die heute meist nur noch als Unterarten dieser Art gelten. Die Imagines werden im Juni und Juli auf dieser Art beobachtet. Sie fressen Pollen, wobei sie recht zerstörerisch die Antheren aufbeißen, außerdem nagen sie den Sporn an, um an den Nektar zu gelangen. Die Eier werden auf der sich entwickelnden Samenkapsel abgelegt. Die Larven fressen an den Samenanlagen. Sie brauchen etwa zwei bis drei Wochen zur Entwicklung – die Zeit, in der sonst die Samen herangereift wären. Wenn sich die Kapsel öffnet, um die Samen zu verstreuen, lässt sich die Larve zu Boden fallen. Anschließend gräbt sie eine ovale Puppenkammer in den Erdboden, wo sie als verpuppungsbereite Altlarve (oder „Präpuppe“) überwintert. Es scheint nur eine Generation pro Jahr zu geben.
Die Arten der Gattung Nemonyx sind die einzigen bekannten Nemonychidae, deren Larve sich nicht von Pollen ernährt.

## Verbreitung
Die Art bewohnt ein Areal von Frankreich über Mitteleuropa und den Mittelmeerraum bis Kleinasien und den Kaukasus. Im Mittelmeerraum, in Afrika nördlich der Sahara, leben zwei verwandte Arten. Die nördliche Verbreitungsgrenze liegt in Deutschland und Polen, die Art fehlt in Skandinavien und in Großbritannien.
Die Nährpflanze Acker-Rittersporn ist eine Art der stickstoffarmen Kalkäcker, sie kommt auch an offenen Wegrändern und gelegentlich in lückigen Magerrasen vor. In Mitteleuropa ist sie durch die Intensivierung der Landwirtschaft in ihrem Bestand bedroht und steht in Deutschland mit der Kategorie „gefährdet“ auf der Rote Liste gefährdeter Arten. Nemonyx lepturoides, der in Deutschland früher weit verbreitet, aber niemals häufig war, ist dadurch in Deutschland akut vom Aussterben bedroht. In Baden-Württemberg stammt der letzte Nachweis von 1992 (im Kraichgau), inzwischen ist die Art vermutlich hier ausgestorben. In Bayern gilt sie als akut vom Aussterben bedroht. Auch in Sachsen-Anhalt, wo früher die meisten Funde gemacht worden waren, sieht es nicht besser aus.